# Clemente Pernarella
Clemente Pernarella (Latina, 9 ottobre 1971) è un attore e regista italiano.

## Biografia
Nel 1993 si trasferisce a Roma, dove frequenta l'Accademia Nazionale d'Arte Drammatica Silvio D'Amico, conseguendovi il diploma nel 1995.
È conosciuto ai più per avere interpretato, dal 2001 al 2006, il personaggio di Paolo Monti nella soap opera di Canale 5, Centovetrine.
Ha partecipato, inoltre, al reality show di Canale 5, La fattoria, piazzandosi secondo dietro a Rosario Rannisi, perdendo con una percentuale di gradimento del 45% contro il 55% dell'avversario. Successivamente, nella puntata di gala del 20 maggio 2006, riceve dagli opinionisti il premio La zappa d'oro, per essere il concorrente che ha più contribuito nei lavori manuali previsti all'interno della fattoria.
Ha partecipato ai film L'ultimo innocente (1992), regia di Pietro Nardi, e Il dolce rumore della vita (1999), regia di Giuseppe Bertolucci.
In televisione, tra l'altro, ha fatto parte del cast de I ragazzi del muretto, di Un posto al sole e, come detto prima, di Centovetrine. Nel 2007 partecipa alla miniserie tv Caccia segreta, regia di Massimo Spano. Nel 2008 recita nelle serie tv Crimini bianchi, regia di Alberto Ferrari, e Distretto di polizia 8, regia di Alessandro Capone. Il medico Fiorentini, il personaggio da lui interpretato in Distretto di Polizia 8, morirà all'inizio della nona stagione, in onda nel 2009. 
Nel 2013 dirige lo spettacolo “Canale Mussolini”, romanzo di Antonio Pennacchi, premio Strega nel 2010. Nel 2014 cura la regia e il progetto drammaturgico del concerto-spettacolo “Ci sarà una volta”, da un’idea di Roberto Prosseda. Νel 2018 è nel cast della fiction “Rosy Abate 2”, sempre nel 2018 Clemente Pernarella è nel cast di “I giganti della montagna” di Luigi Pirandello per la regia di Gabriele Lavia.

## Teatro
- Interrogatorio a Maria di Giovanni Testori, regia di Walter Manfrè
- Il drago di E. Schwarz, regia di Walter Manfrè
- Il gioco delle parti di Luigi Pirandello, regia di Walter Manfrè
- Giulietta e Romeo di William Shakespeare, regia di Lorenzo Salvati
- Verso Damasco di August Strindberg, regia di Lorenzo Salvati
- Le metamorfosi di Ovidio, regia Lorenzo Salvati
- L'opera del mendicante di John Gay, regia di Adriana Martino
- Gli sposi di G. Manganelli, regia di Marisa Fabbri, Paolo Terni
- Le onde di Virginia Woolf, regia di Alessandro Fabrizi
- Quer pasticciaccio brutto de via Merulana di Carlo Emilio Gadda, regia di Luca Ronconi
- Teorema, opera in musica di Giorgio Battistelli da Pier Paolo Pasolini, regia di Luca Ronconi
- Devila Roa di Alessandro Baricco, regia di Luca Ronconi
- Peter Pan di e regia di Alessandro Fabrizi
- John Gabriel Borkmann di Henrik Ibsen, regia di M. Maranzana
- Aminta di Torquato Tasso, regia di Alessandro Fabrizi
- La vita è sogno di Pedro Calderón de la Barca, regia di Luca Ronconi
- L'autobus di Stalin - Monologo di Antonio Pennacchi, regia di Pippo Chillico e Clemente Pernarella (2005/2007/2011) - Anche interprete

- Salgari C.so Casale 205 - (2002) - Debutto come regista

## Filmografia

### Cinema
- L'ultimo innocente, regia di Pietro Nardi (1992)
- Il dolce rumore della vita, regia di Giuseppe Bertolucci (1999)
- Il male assoluto, regia di Francesco Colangelo - cortometraggio (2008)
- Occhi verdi, regia di Clemente Pernarella - cortometraggio (2008)
- Bff - Best Friends Forever, regia di Andrea Fazzini (2025)

### Televisione
- I ragazzi del muretto 3, regia di Gianluigi Calderone e Gianfranco Lazotti - Serie TV - Rai Uno (1996)
- Un posto al sole, registi vari - Soap opera - Rai Tre (1997)
- Vivere, registi vari - Soap opera - Canale 5 (2000) - Ruolo: Matteo
- Nanà, regia di Alberto Negrin - Miniserie TV - Canale 5 (2001)
- CentoVetrine, registi vari - Soap opera - Canale 5 - Ruolo: Paolo Monti - Canale 5  (2001-2006/2011)
- Caccia segreta, regia di Massimo Spano - Miniserie TV - Rai Uno (2007) - Ruolo: Andrea
- Crimini bianchi, regia di Alberto Ferrari - Serie TV - Canale 5 (2008) - Italia 1 (2008) - Joi (2009)
- Distretto di Polizia 8, regia di Alessandro Capone - Serie TV - Canale 5, 8 episodi (2008)
- Distretto di Polizia 9, regia di Alberto Ferrari - Serie TV - Canale 5, episodi 9x01-9x02 (2009)
- CentoVetrine, registi vari - Soap Opera - Puntata del decennale - Canale 5 (2011)
- Don Matteo 8, regia di Salvatore Basile - Serie TV - 12ª ed ultima puntata - Rai Uno (2011)
- Che Dio ci aiuti 3, regia di Francesco Vicario - Episodio 5 - Serie TV - Rai Uno (2014)
- Peppa pig - 4ª puntata (2015-2016)
- Squadra mobile - Operazione Mafia Capitale, regia di Alexis Sweet - Serie TV - Canale 5 (2017)
- Rosy Abate - Seconda stagione, regia di Giacomo Martelli - Serie TV - Canale 5 (2019)
- La lunga notte - La caduta del Duce, regia di Giacomo Campiotti – Serie TV - Rai 1, 4 episodi (2024)